# 川口翔平
川口 翔平（かわぐち しょうへい、1994年3月23日 - ）は、日本の元子役。
神奈川県出身。血液型A型。2008年末までセントラル子供タレントに所属していた。
2020年から映像コンテンツ権利処理機構に連絡のとれない権利者として掲載されている。

## 出演

### テレビドラマ
- ワンダフルライフ（2004年、フジテレビ）伊佐山翔 役
- 87%（2005年、日本テレビ）小谷蒼太 役
- 星に願いを〜七畳間で生まれた410万の星〜（2005年、フジテレビ）大平貴之（幼少） 役
- 日曜劇場 恋の時間（2005年、TBS）早川駿 役
- 1リットルの涙 第3話（2005年、フジテレビ）翔太 役
- クライマーズ・ハイ（2005年、NHK）燐太郎（少年期） 役
- HAPPY Xmas SHOW 番組内クリスマス特別ドラマ（2005年、日本テレビ）
- DRAMA COMPLEX アガサ・クリスティ 嘘をつく死体（2006年、日本テレビ）東山マコト 役
- 愛の劇場 砂時計（2007年、TBS）月島藤（少年期） 役
- 孤独の賭け〜愛しき人よ〜（2007年、TBS）千種梯二郎（少年期） 役
- 連続テレビ小説 どんど晴れ（2007年、NHK）斎藤翼 役
- 3年B組金八先生（2007年、TBS）江藤清花の弟 役
- 土曜ドラマ フルスイング（2008年1月19日 - 2月23日、NHK）高林公平 役
- 水曜ミステリー9 多摩南署たたき上げ刑事・近松丙吉8「最期のメッセージ」（2008年、テレビ東京）工藤剛 役
- 愛の劇場40周年記念番組ラブレター（2008年、TBS）塚越隼人 役
- 連続テレビ小説 ゲゲゲの女房（2010年、NHK）村井茂（少年期） 役

### バラエティ
- 冒険!CHEERS!!（2003年10月 - 2005年3月26日、日本テレビ）

### 映画
- ハイジ（2006年）ペーター 役※声の出演
- 天国は待ってくれる（2007年2月10日公開）西岡宏樹（少年期） 役

### CM
- イオン キッズシューズ
- ボーダフォン
- ジブリ ジブリがいっぱいCOLLECTIONみんなの夏休みの宿題〜ジブリがいっぱいイラストコンクール!〜
- 日立製作所 愛・地球博 日立グループ館 MRとの出会い篇（2005年）
- 日産自動車 セレナ（2005年）

### オリジナルビデオ
- RIKI TAKEUCHI in標的2〜TARGET（2009年、サテライトDVD）田中コウジ（鳴澤の息子）役

## その他
- 毎日小学生新聞 翔平の自由帳（2005年、毎日新聞社）